# Vigna polytyla
Vigna polytyla là một loài thực vật có hoa trong họ Đậu. Loài này được (Harms) A. Delgado miêu tả khoa học đầu tiên năm 1993.